# Vysočina (geomorfologie)

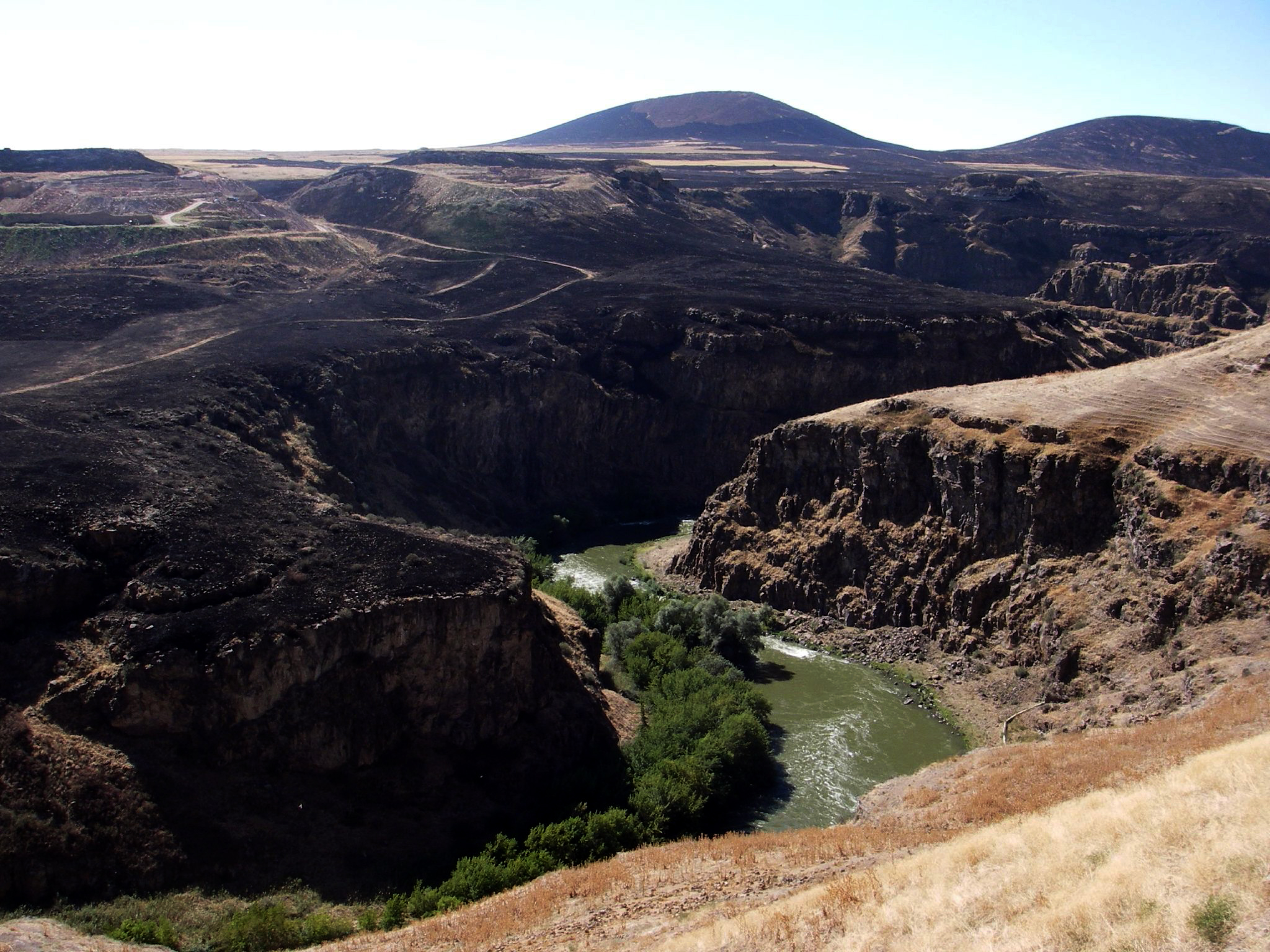
Kaňon řeky Achurjan v Arménské vysočině

Vysočina je území v nadmořské výšce nad 200 m se zvlněným až členitým reliéfem, tvořeným různými typy hornin (sedimentární, metamorfované, vyvřelé). Podle výškové členitosti se dělí na:
- pahorkatiny
- vrchoviny
- hornatiny
- velehornatiny